# Græsplæne
En græsplæne er et landområde tilplantet med græsser eller (sjældent) andre holdbare planter, som holdes i kort højde og anvendes til æstetiske og rekreationelle formål. Almindelige kendetegn ved en græsplæne er, at den kun består af græsarter, ukrudt fjernes og den slås tit for at den har en acceptabel højde, forsøges den at blive holdt grøn. 
Disse kendetegn ikke er obligatoriske.
Græsplæner bliver i dag slået med en manuel, elektrisk eller brændstofdreven plæneklipper. Tidligere blev græsplæner slået med le eller segl.